# ريسنغ زان: ذا ساموراي غانمان
ريسنغ زان: ذا ساموراي غانمان (بالإنجليزية: Cool Boarders Pocket)‏، هي لعبة فيديو يابانية من نوع رياضة التزلج، وهي من تطوير يو إي بي سيستيمز، ونشرها إيج تيك الأمريكية، صدرت اللعبة في الأسواق سنة 1999، وتعمل حصرياً لمنصة بلاي ستيشن.